# 권중현
권중현(權重顯, 1854년 11월 27일(음력 10월 8일) ~ 1934년 3월 19일)은 조선 후기의 관료이며 일제강점기의 조선귀족이다. 개화파 정치인이며, 초기에 친일파로 변절하며 부귀영화를 누렸다. 초명은 재형(在衡), 호는 경농(經農), 충청북도 영동 출생이다. 본관은 안동, 이순신과 권율의 후손이다.

## 생애
양반가 태생이며, 일찍부터 일본어를 익혀서 개화파에 가담하면서 친일 개화 관료의 길을 걸었다.
1883년 동래감리서 서기관 발령에 이어 일본 주재 서기관 등을 거쳐 1891년에는 인천항 방판통상사무를 지냈고, 같은 해 오스트리아와 수호통상조약을 맺을 때 참가했다. 한성부윤, 의정부 참찬, 표훈원 부총재 등을 거쳐 1899년에 법부대신에 올랐다. 1904년에는 러일 전쟁에서 일본군 위문사로 파견되는 등 일본의 승리에 기여한 공로로 일본 정부로부터 훈1등 서보대수장을 받았다. 하인은 110명을 보유하였다.
1901년에 군부대신 임시 서리를 맡으면서 국방 분야에서 지속적으로 일했다. 1902년에 대한제국 육군무관학교의 교장 임시 서리가 되었고, 1903년에는 육군법원장에 임명되었다. 1904년에는 대한제국 육군 부장이 되었다. 비슷한 시기에 철도원 총재 임시 서리도 겸했다.
1905년 농상공부대신으로서 을사 조약에 찬성, 을사오적으로서 오명을 남겼다. 을사오적에 포함된 뒤 1907년 나철의 을사오적 암살단과 강원상의 암살 기도에 노출된 바 있다. 이후로도 군부대신을 지내면서 의병 진압 명령을 내리며 의병 운동을 탄압하였다. 1908년 일본 정부가 내린 훈1등 욱일대수장을 받았다.
1910년 한일 병합 조약이 체결된 뒤 10월 16일에 일본 정부로부터 훈1등 자작 작위를 받았고, 은사공채 5만원을 수령했다. 일제강점기 동안 조선총독부 중추원 고문과 조선사편수회의 고문을 지냈다. 1912년에는 ‘한국병합기념장’을 받고 정5위에 서위되었으며, 1915년에는 ‘다이쇼대례기념장’이 서훈되고 1918년에 종4위로 승서되었다.

## 사후
2002년 발표된 친일파 708인 명단과 2008년 민족문제연구소에서 친일인명사전에 수록하기 위해 정리한 친일인명사전 수록예정자 명단에 자신의 작위를 습작 받은 권태환과 함께 선정되었다.
2006년 친일반민족행위진상규명위원회가 발표한 일제강점기 초기의 친일반민족행위 106인 명단에도 포함되었다. 2007년 대한민국 친일반민족행위자재산조사위원회는 권중현과 권태환의 재산을 국가로 환수하기로 결정했다.

## 가족 관계
- 고조 권수억(權壽億)
- 증조 권기(權紀)
- 조 권경호(權景祜, 1795~?) : 1834년 생원 합격
- 부 권홍섭(權弘燮, 1833~?) : 초명 권집(權諿), 1861년 무과 급제
- 아들: 권태환(1876년 ~ 1947년)
  - 손자: 권영달
  - 손자: 권영술(1903년)
  - 손자: 권영일(1906년)
  - 손자: 권영휼(1909년)
  - 손자: 권영열(1911년)
  - 손자: 권영걸(1916년)

## 참고 자료
- 친일반민족행위진상규명위원회 (2006년 12월). 〈권중현〉 (PDF). 《2006년도 조사보고서 II - 친일반민족행위결정이유서》. 서울. 27~47쪽. 발간등록번호 11-1560010-0000002-10. 2007년 9월 26일에 원본 문서 (PDF)에서 보존된 문서. 2007년 6월 18일에 확인함.
- 반민족문제연구소 (1993년 2월 1일). 〈권중현 : 친일로 한평생 걸은 대세영합론자 (서영희)〉. 《친일파 99인 1》. 서울: 돌베개. 978-89-7199-011-7.